# Club Voleibol Calvo Sotelo
El Club Voleibol Calvo Sotelo fue un club de voleibol de la ciudad de Las Palmas de Gran Canaria, España. Jugó en la Superliga de España durante 22 temporadas consecutivas, habiendo sido pentacampeón de dicha competición, entre otros títulos. En 2008 desapareció a causa de las deudas.
El club fue fundado el 6 de noviembre de 1976 dentro del colegio Calvo Sotelo del que tomó su nombre. Por cuestiones de patrocinio cambió a diferentes denominaciones: Guaguas Las Palmas, Constructora Atlántica Canaria, CV Gran Canaria, Pepsi Gran Canaria o Jusán Canarias.

## Palmarés
- 5: Ligas de España
- 6: Copas de España
- 1: Supercopa de España